# Februarie 2011
Acest articol este generat integral pe baza informațiilor din articolul 2011 și este actualizat periodic de un robot.
 Editările făcute în articol vor fi șterse la următoarea actualizare! Dacă doriți să faceți modificări, editați articolul-sursă.

ianuarie -
februarie -
martie -
aprilie -
mai -
iunie -
iulie -
august -
septembrie -
octombrie -
noiembrie -
decembrie
Februarie 2011 a fost a doua lună a anului și a început într-o zi de marți.

## Evenimente
- 2 februarie: Din cauza tulburărilor politice din țară, președintele egiptean Hosni Mubarak a anunțat că nu va candida la alegerile electorale din septembrie.
- 2 februarie: Guvernul sudanez, în prima sa reacție oficială după rezultatele preliminare care au indicat un vot în favoarea independenței sudul Sudanului, este de acord să accepte rezultatele; Vice-președintele Ali Osman Taha spune că guvernul intenționează "să urmeze o politică de relații de bună vecinătate cu sudul".
- 4 februarie: Cairo: Protestatarii antiguvernamentali au demonstrat împotriva regimului Mubarak în Piața Tahrir (Libertății) în a 11-a zi de proteste (numită "Vinerea plecării").[1]
- 7 februarie: Rezultatele oficiale ale referendumului independenței Sudanului de Sud arată că aproape 99% dintre alegători au ales să devină independenți.[2]
- 11 februarie: Din cauza protestelor din Egipt, președintele egiptean Hosni Mubarak a demisionat.
- 13 februarie: A avut loc a 53-a ediție a Premiilor Grammy la Staples Center, Los Angeles. Lady Antebellum a câștigat 5 premii, iar Lady Gaga - la categoriile "Best Female Pop Vocal Performance" pentru melodia "Bad Romance", "Best Pop Vocal Album" pentru albumul "The Fame Monster" și "Best Short From Music Video" pentru "Bad Romance", David Froster, Jay-Z, John Legend au câștigat câte 3 premii fiecare.
- 15 februarie: Începutul seriei de proteste și confruntări din Libia împotriva lui Muammar Gaddafi, care conduce Libia de 42 de ani.
- 15 februarie: Prim-ministrul italian Silvio Berlusconi este acuzat de plată pentru sex cu o minoră și abuz de putere în așa numitul "scandal Rubygate".[3]
- 27 februarie: A 83-a ediție a premiilor Oscar. Filmul The King's Speech este marele câștigător al ediției cu patru premii Oscar inclusiv pentru cel mai bun film și cel mai bun actor pentru Colin Firth.
- 28 februarie: Iranul amenință cu boicotarea Jocurilor Olimpice de vară din 2012 din cauza logo-ul oficial al competiției; potrivit guvernului de la Teheran, simbolurile din logo pot fi rearanjate formând cuvântul "Zion", termen biblic ce se referă la Ierusalim.[4]

## Decese
- 1 februarie: Husik Santurian, 91 ani, episcop armean (n. 1920)
- 2 februarie: Alexandru Zărnescu, 60 ani, muzician român (n. 1950)
- 2 februarie: Defne Joy Foster, 35 ani, actriță și prezentatoare TV turcă (n. 1975)
- 4 februarie: Vasile Paraschiv, 82 ani, deținut politic român (n. 1928)
- 6 februarie: Isabelle Corey (n. Isabelle Brigitte Cornet), 71 ani, actriță de fim, franceză (n. 1939)
- 6 februarie: Gary Moore (Robert William Gary Moore), 58 ani, chitarist irlandez (n. 1952)
- 9 februarie: Andrzej Przybielski, 66 ani, trompetist polonez de jazz (n. 1944)
- 10 februarie: Saad el-Shazly, 88 ani, comandant militar egiptean (n. 1922)
- 11 februarie: Bad News Brown (n. Paul Frappier), 33 ani, muzician canadian (n. 1977)
- 12 februarie: Peter Alexander (Peter Alexander Ferdinand Maximilian Neumayer), 84 ani, actor austriac (n. 1926)
- 12 februarie: Sofia Cosma, 96 ani, muziciană română născută în Letonia (n. 1914)
- 16 februarie: Hans Joachim Alpers, 67 ani, scriitor și editor german (n. 1943)
- 16 februarie: Dorian Gray (n. Maria Luisa Mangini), 83 ani, actriță italiană (n. 1928)
- 16 februarie: Len Lesser (Leonard King Lesser), 88 ani, actor american (n. 1922)
- 16 februarie: Justinas Marcinkevičius, 80 ani, poet lituanian (n. 1930)
- 16 februarie: Dorian Gray, actriță italiană (n. 1928)
- 21 februarie: Constantin Antip, 85 ani, istoric român (n. 1925)
- 21 februarie: Petru Pițuc, 79 ani, inginer român (n. 1931)
- 22 februarie: Ion Hobana (n. Aurelian Manta Roșie), 80 ani, scriitor român de literatură SF (n. 1931)
- 22 februarie: Petroniu Tănase, 96 ani, preot ortodox român (n. 1916)
- 23 februarie: Shri Mataji Nirmala Devi, 87 ani, fondatoarea Sahaja Yoga, de etnie indiană (n. 1923)
- 25 februarie: Victor Anagnoste, 82 ani, senator român (1990-1992), (n. 1928)
- 26 februarie: Arnošt Lustig, 84 ani, autor evreu (n. 1926)
- 27 februarie: Necmettin Erbakan, 84 ani, politician turc, profesor universitar și inginer, prim-ministru (1996-1997), (n. 1926)
- 27 februarie: Amparo Muñoz Quesada, 56 ani, actriță spaniolă (n. 1954)
- 28 februarie: Emmy (Elsina Hidersha), 21 ani, cântăreață albaneză (n. 1989)
- 28 februarie: Annie Girardot, 79 ani, actriță franceză de film (n. 1931)
- 28 februarie: Iulia Miza Leo, 78 ani, deputat român (1990-1992), (n. 1932)
- 28 februarie: Jane Russell (Ernestine Jane Geraldine Russell), 89 ani, actriță americană (n. 1921)
- 28 februarie: Luminița Cazacu, regizoare română (n. 1940)
- 28 februarie: Emmy, cântăreață albaneză (n. 1989)